# Kim Zmeskal
Kim Zmeskal (Houston, Texas, 6 de febrero de 1976) es una gimnasta artística estadounidense, tres veces campeona mundial en diferentes pruebas en 1991 y 1992.

## Carrera deportiva
En el Mundial de Indianápolis 1991 gana tres medallas, una de cada metal: oro en la general individual, plata en equipo —tras la Unión Soviética (oro) y delante de Rumania— y bronce en suelo, tras la soviética Oksana Chusovitina y la rumana Cristina Bontaş.
En el Mundial celebrado en París en 1992 consigue dos medallas de oro: en la viga de equilibrio y en la prueba de suelo. 
Además este mismo año, en las Olimpiadas de Barcelona (España) gana el bronce por equipos, tras el Equipo Unificado y Rumania, siendo sus compañeras: Wendy Bruce, Dominique Dawes, Shannon Miller, Betty Okino y Kerri Strug.